# Zethus improcerus
Zethus improcerus är en stekelart som beskrevs av Giordani Soika 1995. Zethus improcerus ingår i släktet Zethus och familjen Eumenidae. Inga underarter finns listade i Catalogue of Life.